# Solid-state drive
Solid-state drive ili skraćeno SSD je uređaj za pohranu podataka koji za pohranu koristi integrirane krugove. Namijenjen je trajnom spremanju podataka, kao i tvrdi disk. Iako se ponekad naziva "SSD diskom", on ne sadrži mehaničke dijelove (glavu za čitanje/pisanje i magnetizirani disk). SSD tehnologija za komunikaciju s ostatkom računala koristi isto elektroničko sučelje kao i tvrdi diskovi, što olakšava ugradnju i zamjenu sporijih mehaničkih diskova. Zbog veće brzine pisanja i čitanja, konstruirano je novo ulazno/izlazno sučelje SATA Express kako bi ostatak računalnog sklopovlja pratio i maksimalno iskoristio novu tehnologiju.
Glavni dijelovi SSD-a su memorijski kontroler i Flash memorija te o njima najviše ovise performanse uređaja. Memorija je u NOR ili NAND izvedbi. Tri su izvedbe NAND-a: SLC (eng. Single-level cell), MLC (eng. Multi-level cell) i TLC (eng. Triple-level cell). U usporedbi s klasičnim mehaničkim diskom, SSD je mnogo otporniji na fizičke šokove, manjih dimenzija i mase, tiši, energetski učinkovitiji, ima kraće vrijeme pristupa memoriji i manju latenciju što ga čini bržim. Međutim, negativne strane SSD-a su visoka cijena i kapacitetom manji memorijski prostor.
Zbog toga su se na tržištu pojavili takozvani hibridni diskovi (eng. solid-state hybrid drive, SSHD) koji koriste prednosti SSD-a i tvrdog diska u istom uređaju. SSD disk u tom slučaju služi kao priručna memorija diska (eng. cache), dok tvrdi disk osigurava veliki skladišni prostor.

### Vrste SSD-ova
SSD-ovi se na tržištu mogu nabaviti u više različitih formata, prvenstveno po veličini i priključku putem kojeg se spajaju prilikom ugradnje na matičnu ploču. SSD-ovi sa SATA priključkom spajaju se istoimenim kablom u odgovarajući priključak na matičnoj ploči. On se može koristiti na gotovo svim računalima čija matična ploča podržava navedeni priključak, te se mogu smjestiti u klasični utor za HDD. Standardne veličine u prodaji su 2.5 i 3.5 inča. Prosjećna brzina SATA SSD-a je 500 mbps, te može ići sve do 600 mbps. Za tanke uređaje poput prijenosnih računala ili tableta koji pokreće operacijski sustav za stolna računala, razvijena je mSATA (Mini-SATA) tehnologija. Ona pruža iste performanse kao i SSD klasične veličine, ali u manjem kućištu. 
Druga tehnologija je M.2, koja je je donijela manje kućište i unaprijeđenja u odnosu na mSATA standard. M.2 SSD-ovi nalikuju na RAM modul te imaju mogućnost spajanja putem SATA ili PCIe (engl. Peripheral Component Interconnect express) tehnologije. PCIe tehnologija donosi do 4x veće brzine u odnosu na SATA standard. Uz M.2 tehnologiju postoje AIC (Add-in Card), U.2, U.3 i EDSFF (Enterprise & Data Center SSD Form Factor).

NVMe za razliku od dosadašnjeg AHCI standarda donosi poboljšanja performansi. SSD-ovi koji sadrže navedeni čip u sebi imaju sposobnost logičkim putem smanjiti latenciju. NVMe podržava "Full Duplex", što znači da se podaci mogu prenositi u oba smjera istovremeno. Pri radu, SSD-ovi s NVMe tehnologijom zagrijavaju se više od klasičnih 2.5 inčnih SATA SSD-ova te mogu dosegnuti temperaturu do 80°C. Navedena tehnologija se zbog svojih performansi najčešće koristi u osobnim stolnim računalima, prijenosnim računalima i poslužiteljima.
|      | M.2       | SATA     | NVMe      |
| ---- | --------- | -------- | --------- |
| SATA | 550 mbps  | 550 mbps | /         |
| NVMe | 7000 mbps | /        | 7000 mbps |
| PCIe | 7000 mbps | /        | 7000 mbps |